# Beatrice Huștiu
Beatrice Huștiu (n. 2 septembrie 1956, București, România) este o fostă patinatoare artistică română.

## Carieră
Sportiva s-a apucat de patinaj la vârsta de 5 ani deoarece a suferit de rahitism. A fost legitimată la Dinamo București și a fost campioană națională la toate categoriile de vârstă inclusiv la seniori în anii 1969 și 1970. În anul 1968 a participat la Jocurile Olimpice de la Grenoble. A fost portdrapelul delegații române și cea mai tânără participantă, având 11 ani și 159 de zile. În clasamentul probei de figuri libere a ocupat locul 20, întrecând 12 adversare, iar în clasamentul general a terminat pe locul 29. La Campionatul European din 1970 a ocupat locul 22 și la Campionatul European din 1971 s-a clasat pe locul 17.
S-a retras după ce ambii parinți au murit și a absolvit Facultatea de Educație Fizică și Sport. Apoi a fost profesor de sport la Deva și antrenoare la Timișoara. Din 1994 a fost antrenor în Danemarca și în anul 1996 s-a stabilit în Viena, Austria, unde a evoluat tot ca antrenor.

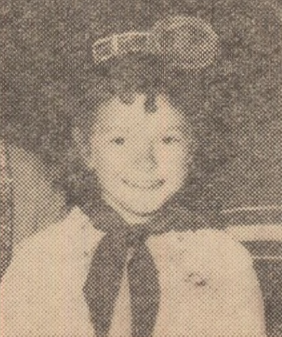
Beatrice Huștiu în 1966
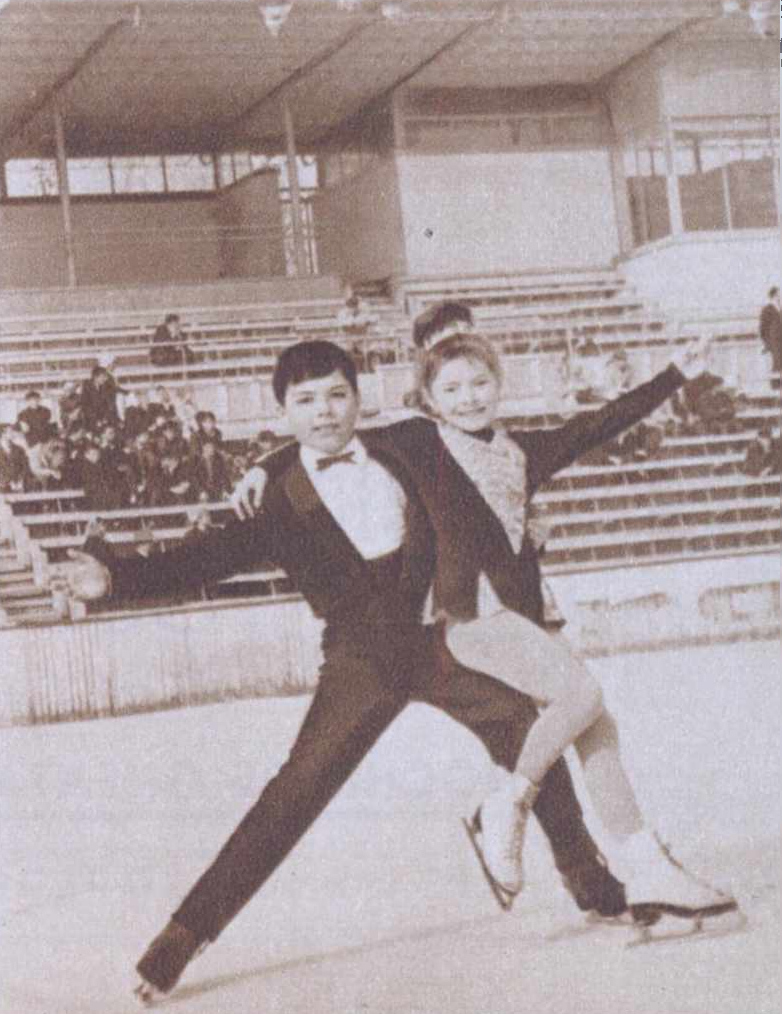
Cu Gheorghe Fazekaș (1966)
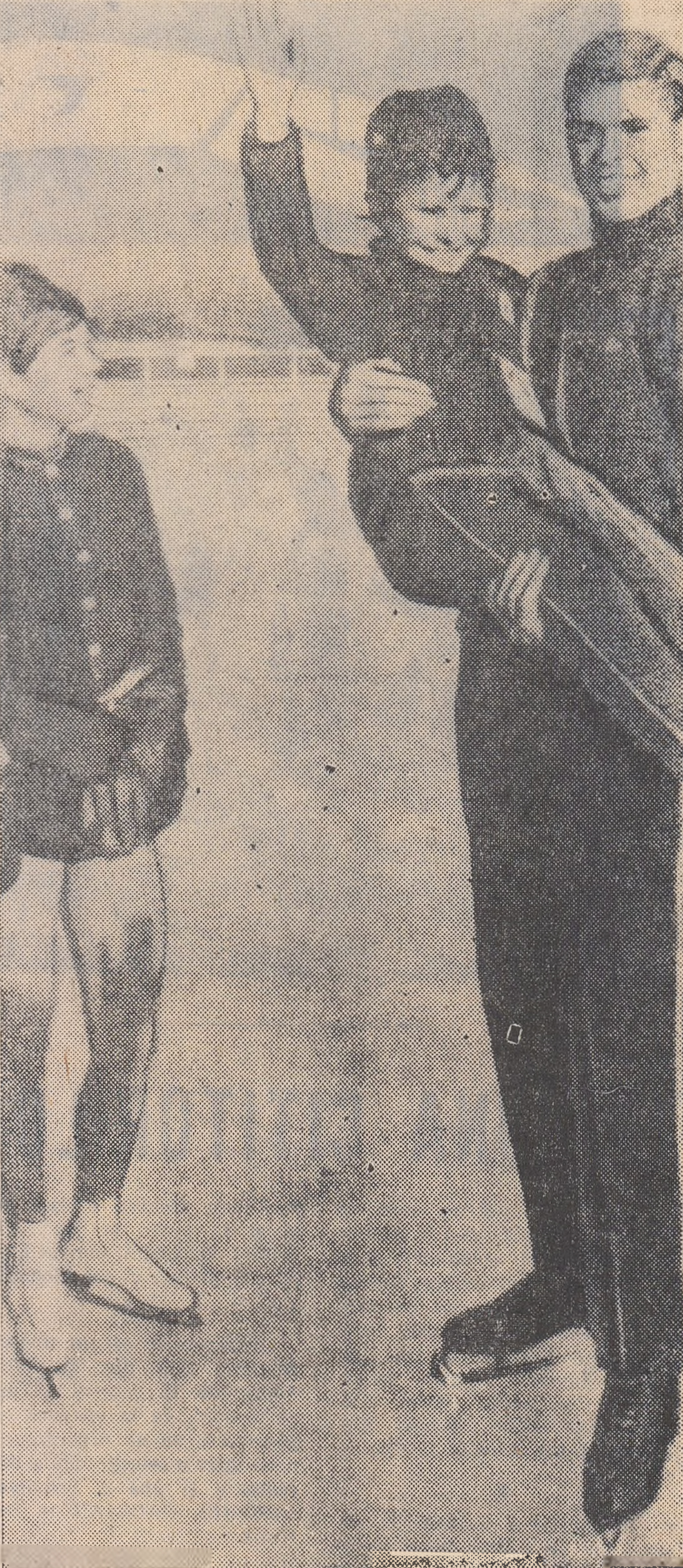
La Grenoble cu perechea americană Cynthia și Ronald Kauffman
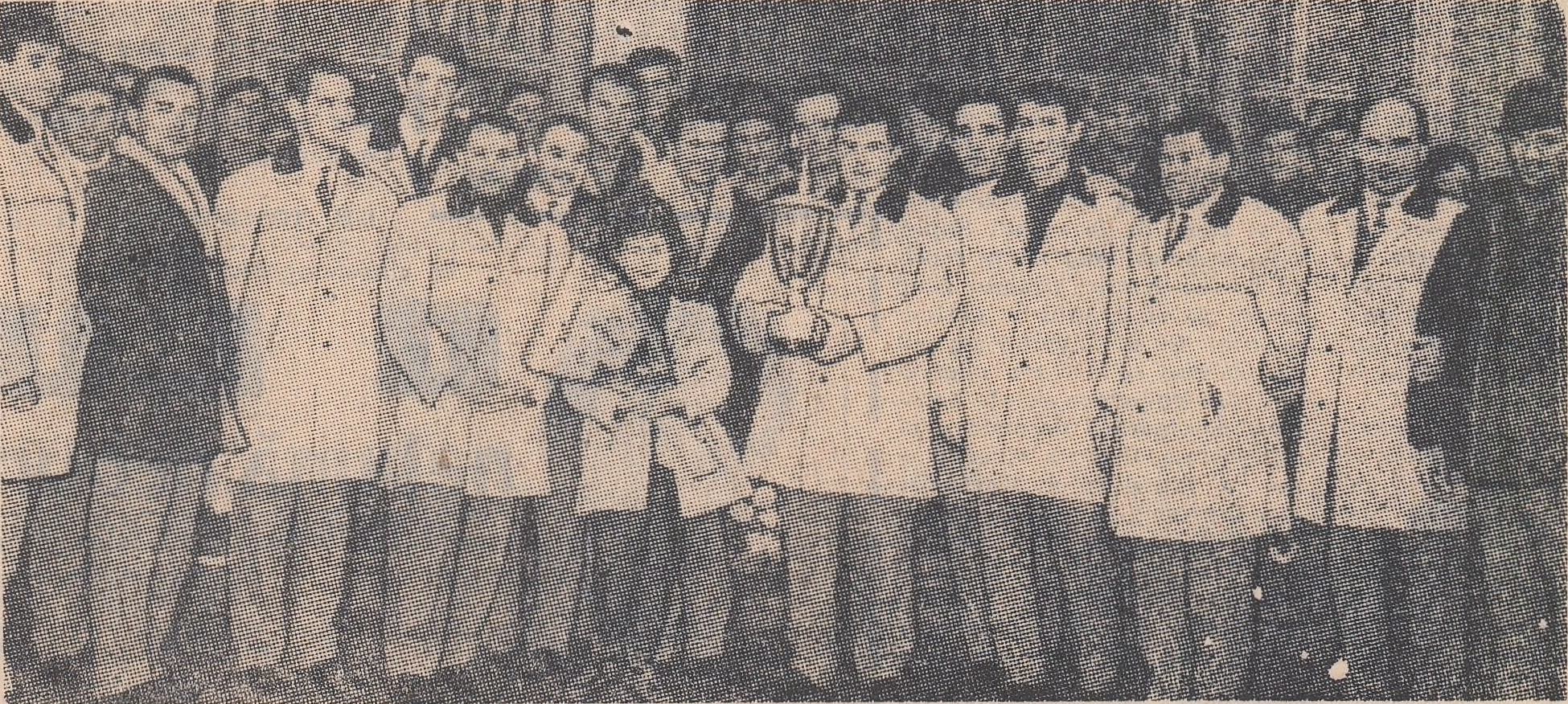
Delegația României din 1968

## Realizări
| An   | Competiție           | Locație                      | Loc | Note       |
| ---- | -------------------- | ---------------------------- | --- | ---------- |
| 1968 | Jocurile Olimpice    | Grenoble, Franța             | 29  | individual |
| 1970 | Campionatul European | Leningrad, Uniunea Sovietică | 22  | individual |
| 1971 | Campionatul European | Zürich, Elveția              | 17  | individual |